# Embernevelés
Az Embernevelés a Magyar Pedagógusok Szabad Szakszervezetének folyóirata (1945-1949). Székhely: Budapest. Szerkesztette Kemény Gábor (1945-1948) és Béki Ernő (1948-1949).
Utódlapja: Embernevelés : a Kemény Gábor Iskolaszövetség negyedéves folyóirata (1989-2003). Szerkesztette Kocsis József. Székhely: Budapest.
Mindkét folyóirat a gyermektanulmány (pedológia) pszichológiai és pedagógiai irányzat szellemében működött.

## A folyóirat munkatársai betűrendben (1945-49)
- Faragó László